# Alessandro D'Ancona
Alessandro D'Ancona, né le 20 février 1835 à Pise et mort le 8 novembre 1914 à Florence, est un écrivain, homme politique, critique littéraire et universitaire italien.

## Biographie
Alessandro D'Ancona naît dans une famille juive italienne fortunée et poursuit ses études à Florence. Il publie son premier essai à l'âge de dix-huit ans, sur la vie et l'œuvre de Tommaso Campanella.
En 1855, il se rend à Turin pour étudier la jurisprudence, mais en réalité pour agir d'intermédiaire entre les libéraux toscans et Cavour. Il est alors l'ami intime de Farini et représente la Toscane à la Società Nazionale. À la chute des Habsbourg-Lorraine, le 27 avril 1859, avec le plébiscite qui entérine l'annexion de la Toscane au royaume du Piémont, il retourne à Florence, où il devient directeur du tout nouveau quotidien, La Nazione, porte-voix du franc-maçon Ricasoli.
Dès lors, il est enseignant de littérature italienne à l'université de Pise (École normale de Pise), jusqu'en 1900. Il s'applique avec Adolfo Bartoli à l'application de la méthode historique dans les recherches littéraires italiennes. Passionné par les traditions populaires, Alessandro D'Ancona y apporte son expérience de philologue.
Il devient membre en 1891 de l'Académie des Lyncéens (dont il était membre correspondant depuis 1885) et deux ans plus tard fonde la Rassegna bibliografica della letteratura italiana (Revue bibliographique de la littérature italienne). En 1898, il devient membre de l'Academia della Crusca.
Il est nommé en 1904 sénateur du royaume d'Italie. Il est maire de Pise de 1906 à 1907. Dans les années d'avant-guerre, il est marqué par une forte germanophobie et une détestation de ce qui touche à la culture germanique.
Parmi ses élèves, l'on peut distinguer Giovanni Gentile, Giuseppe Mazzatinti, Francesco Novati, Francesco D'Ovidio, Pio Rajna, ou encore Girolamo Vitelli.

## Œuvres
- Opera di Tommaso Campanella, 2 vols. (Turin, 1854);
- Sacre Rappresentazioni dei secoli XIV., XV., e XVI. (3 vols., Florence, 1872);
- Le antiche rime volgari secondo la lezione del Cod. Vaticano (1875);
- Origini del Teatro in Italia (2 vols., Florence, 1877);
- La Poesia popolare italiana (Livourne, 1878),
- Nombreux essais sur Dante et des écrivains de la Renaissance italienne, etc